# Primera División de Fútbol Femenino 2024 (Chile)
El Campeonato Femenino de Primera División 2024, denominado «Campeonato Femenino SQM 2024» por razones de patrocinio, es la vigésimo quinta edición del torneo de la Primera División de fútbol femenino de Chile.
El Campeonato contó con el regreso del cuadro de Everton de Viña del Mar, después de su descenso en 2023, regresaron rápidamente a la máxima categoría tras coronarse campeón de la Primera B. 
En busca de Aumentar la cantidad de clubes en Primera División, esta temporada contara con solo 2 descensos a la segunda división, y habrán 3 clubes que ascenderán, pasando asi a 14 clubes de cara a la temporada de 2025. 

## Sistema

### Fase regular
Este campeonato tendrá un formato, de una primera fase con el formato de todos contra todos a dos ruedas. Cada rueda tendrá 12 fechas (13 participantes), siendo 24 en total las fechas a jugar. Los 8 equipos que ocupen las primeras posiciones clasificarán a la fase final por el título, mientras los 2 clubes que ocupen las últimas posiciones, perderán la categoría descendiendo a la segunda división para la temporada 2025.

### Fase Final
Los 8 equipos jugarán en un formato de llaves a partidos de ida y vuelta, donde el mejor ubicado tendrá ventaja de localía, definiendo la llave en condición de local. La Final se jugará a partido único, en sede neutral, donde el ganador se coronará campeón de la categoría.

## Localización
| Equipo                    | Región        | Ciudad       |
| ------------------------- | ------------- | ------------ |
| Deportes Iquique          | Tarapacá      | Iquique      |
| Deportes Antofagasta      | Antofagasta   | Antofagasta  |
| Coquimbo Unido            | Coquimbo      | Coquimbo     |
| Everton                   | Valparaíso    | Viña del Mar |
| Audax Italiano            | Metropolitana | Santiago     |
| Colo-Colo                 | Metropolitana | Santiago     |
| Palestino                 | Metropolitana | Santiago     |
| Santiago Morning          | Metropolitana | Santiago     |
| Unión Española            | Metropolitana | Santiago     |
| Universidad Católica      | Metropolitana | Santiago     |
| Universidad de Chile      | Metropolitana | Santiago     |
| Cobresal                  | Metropolitana | Puente Alto  |
| Universidad de Concepción | Biobío        | Concepción   |

| Unión Española Audax Italiano Universidad de Chile Colo-Colo Palestino Santiago Morning Universidad Católica Santiago Morning Cobresal \| \| |
| |

|  |

## Relevos
| Pos   | a Primera División |
| ----- | ------------------ |
| Camp. | Everton            |
| Lig.  | Unión Española     |

| Pos  | a Primera B           |
| ---- | --------------------- |
| Lig. | Fernández Vial        |
| 6°   | Deportes Puerto Montt |
| 7°   | O'Higgins             |

| Pos   | a Primera División |
| ----- | ------------------ |
| Camp. | Everton            |
| Lig.  | Unión Española     |

| Pos  | a Primera B           |
| ---- | --------------------- |
| Lig. | Fernández Vial        |
| 6°   | Deportes Puerto Montt |
| 7°   | O'Higgins             |

## Información
| Equipo                    | Ciudad                                | Entrenador          | Estadio                                                                 |
| ------------------------- | ------------------------------------- | ------------------- | ----------------------------------------------------------------------- |
| Audax Italiano            | Puente Alto Santiago (La Florida)     | Raúl Aburto         | Complejo Deportivo Ciudad de Campeones Bicentenario de La Florida       |
| Cobresal                  | Puente Alto                           | Mónica Ledezma      | Municipal de Puente Alto                                                |
| Colo-Colo                 | Santiago (Macul)                      | Tatiele Silveira    | Monumental                                                              |
| Coquimbo Unido            | Coquimbo                              | Ignacio González    | Complejo Deportivo Las Rosas                                            |
| Deportes Antofagasta      | María Elena                           | Álex Castro         | Municipal de María Elena                                                |
| Deportes Iquique          | Iquique                               | Claudio Quintiliani | Complejo Deportivo Césare Rossi                                         |
| Everton                   | Concón Viña del Mar                   | Pablo Guerra        | Atlético Municipal de Concón Complejo Deportivo Gómez Carreño Sausalito |
| Palestino                 | Santiago (La Cisterna)                | Rodrigo Figueroa    | Municipal de La Cisterna                                                |
| Santiago Morning          | Santiago (La Pintana)                 | Paula Navarro       | Municipal de La Pintana                                                 |
| Unión Española            | Santiago (Independencia y La Pintana) | Andrés Aguayo       | Santa Laura Universidad-SEK Municipal de La Pintana                     |
| Universidad Católica      | Santiago (Las Condes)                 | Ángel Hualde        | Complejo de Fútbol Raimundo Tupper Lyon                                 |
| Universidad de Chile      | Santiago (Maipú y La Pintana)         | Diego Testas        | Santiago Bueras Municipal de La Pintana                                 |
| Universidad de Concepción | Talcahuano Concepción Hualpén         | Marcelo Valenzuela  | El Morro Estadio Universidad de Concepción Municipal de Hualpén         |

## Tabla Regular
| Pos. | Equipo                    | Pts. | PJ | G  | E | P  | GF | GC | Dif. |  |
| ---- | ------------------------- | ---- | -- | -- | - | -- | -- | -- | ---- |  |
| 1    | Colo-Colo                 | 63   | 24 | 20 | 3 | 1  | 84 | 9  | +75  |  |
| 2    | Universidad de Chile      | 62   | 24 | 20 | 2 | 2  | 83 | 17 | +66  |  |
| 3    | Santiago Morning          | 49   | 24 | 15 | 4 | 5  | 61 | 33 | +28  |  |
| 4    | Coquimbo Unido            | 42   | 24 | 12 | 6 | 6  | 49 | 34 | +15  |  |
| 5    | Universidad Católica      | 40   | 24 | 11 | 7 | 6  | 43 | 33 | +10  |  |
| 6    | Deportes Iquique          | 36   | 24 | 10 | 6 | 8  | 29 | 27 | +2   |  |
| 7    | Unión Española            | 29   | 24 | 7  | 8 | 9  | 30 | 36 | −6   |  |
| 8    | Everton                   | 24   | 24 | 6  | 6 | 12 | 28 | 43 | −15  |  |
| 9    | Palestino                 | 24   | 24 | 6  | 6 | 12 | 26 | 56 | −30  |  |
| 10   | Universidad de Concepción | 23   | 24 | 7  | 2 | 15 | 22 | 49 | −27  |  |
| 11   | Audax Italiano            | 19   | 24 | 5  | 4 | 15 | 24 | 57 | −33  |  |
| 12   | Cobresal (D)              | 14   | 24 | 3  | 5 | 16 | 22 | 62 | −40  |  |
| 13   | Deportes Antofagasta (D)  | 12   | 24 | 3  | 3 | 18 | 24 | 71 | −47  |  |

Actualizado a los partidos jugados el 7 de septiembre de 2024.
 Fuente: campeonato chileno
     Acceden a Play-Off
     Descienden a la Primera B Femenina

## Fase Final
|  | Cuartos de final | Cuartos de final     | Cuartos de final | Cuartos de final     | Cuartos de final |   |       | Semifinal            | Semifinal | Semifinal | Semifinal | Semifinal |  |   | Final     | Final | Final |  |
|  |                  |                      |                  |                      |                  |   |       |                      |           |           |           |           |  |   |           |       |       |  |
|  |                  |                      |                  |                      |                  |   |       |                      |           |           |           |           |  |   |           |       |       |  |
|  | 1                | Colo-Colo            | 4                | 11                   | 15               |   |       |                      |           |           |           |           |  |   |           |       |       |  |
|  | 1                | Colo-Colo            | 4                | 11                   | 15               |   |       |                      |           |           |           |           |  |   |           |       |       |  |
|  | 8                | Everton              | 0                | 0                    | 0                |   |       |                      |           |           |           |           |  |   |           |       |       |  |
|  | 8                | Everton              | 0                | 0                    | 0                |   | 1     | Colo-Colo            | 3         | 3         | 6         |           |  |   |           |       |       |  |
|  |                  |                      |                  |                      |                  |   | 1     | Colo-Colo            | 3         | 3         | 6         |           |  |   |           |       |       |  |
|  |                  |                      | 6                | Deportes Iquique     | 0                | 0 | 0     |                      |           |           |           |           |  |   |           |       |       |  |
|  | 3                | Santiago Morning     | 6                | Deportes Iquique     | 0                | 0 | 0     | 3                    | 0         | 3         |           |           |  |   |           |       |       |  |
|  | 3                | Santiago Morning     |                  |                      |                  |   |       |                      |           | 3         |           |           |  |   |           |       |       |  |
|  | 6                | Deportes Iquique     | 4                | 1                    | 5                |   |       |                      |           |           |           |           |  |   |           |       |       |  |
|  | 6                | Deportes Iquique     | 4                | 1                    | 5                |   |       |                      |           |           |           |           |  | 1 | Colo-Colo | 2     |       |  |
|  |                  |                      |                  |                      |                  |   |       |                      |           |           |           |           |  | 1 | Colo-Colo | 2     |       |  |
|  |                  |                      | 2                | Universidad de Chile | 1                |   |       |                      |           |           |           |           |  |   |           |       |       |  |
|  | 4                | Coquimbo Unido       | 2                | Universidad de Chile | 1                | 0 | 4     | 4                    |           |           |           |           |  |   |           |       |       |  |
|  | 4                | Coquimbo Unido       |                  |                      |                  |   |       |                      |           |           |           |           |  |   |           |       |       |  |
|  | 5                | Universidad Católica | 1                | 0                    | 1                |   |       |                      |           |           |           |           |  |   |           |       |       |  |
|  | 5                | Universidad Católica | 1                | 0                    | 1                |   | 2     | Universidad de Chile | 0         | 2         | 2 (5)     |           |  |   |           |       |       |  |
|  |                  |                      |                  |                      |                  |   | 2     | Universidad de Chile | 0         | 2         | 2 (5)     |           |  |   |           |       |       |  |
|  |                  |                      | 4                | Coquimbo Unido       | 1                | 1 | 2 (4) |                      |           |           |           |           |  |   |           |       |       |  |
|  | 2                | Universidad de Chile | 4                | Coquimbo Unido       | 1                | 1 | 2 (4) | 0                    | 1         | 1         |           |           |  |   |           |       |       |  |
|  | 2                | Universidad de Chile |                  |                      |                  |   |       |                      |           | 1         |           |           |  |   |           |       |       |  |
|  | 7                | Unión Española       | 0                | 0                    | 0                |   |       |                      |           |           |           |           |  |   |           |       |       |  |
|  | 7                | Unión Española       | 0                | 0                    | 0                |   |       |                      |           |           |           |           |  |   |           |       |       |  |
|  |                  |                      |                  |                      |                  |   |       |                      |           |           |           |           |  |   |           |       |       |  |

## Campeón
|             |
| Campeón     |
| Colo-Colo   |
| 16.º título |
|             |

## Copa Libertadores
| Equipo               | Clasificado | Vía        |
| -------------------- | ----------- | ---------- |
| Colo-Colo            | Chile 1     | Campeón    |
| Universidad de Chile | Chile 2     | Subcampeón |

## Estadísticas

### Goleadoras
Actualizado el: 8 de diciembre de 2024

Fuente: 
| Jugadora         | Equipo               | Goles |
| ---------------- | -------------------- | ----- |
| Yanara Aedo      | Colo-Colo            | 22    |
| Fernanda Araya   | Universidad de Chile | 22    |
| Mary Valencia    | Santiago Morning     | 16    |
| Javiera Grez     | Colo-Colo            | 15    |
| Yenny Acuña      | Colo-Colo            | 13    |
| María José Rojas | Santiago Morning     | 12    |

## Entrenadores
| Equipo               | Entrenador          | Período    |
| -------------------- | ------------------- | ---------- |
| Deportes Antofagasta | Aldo Chanampa       | 1.° - 5.°  |
| Deportes Antofagasta | Fabián Castillo     | 6.° - 14.° |
| Deportes Antofagasta | Álex Castro         | 15.° -     |
| Universidad de Chile | Nilson Concha       | 1.° - 16.° |
| Universidad de Chile | Cristóbal Jiménez   | 17.°       |
| Universidad de Chile | Diego Testas        | 18.° -     |
| Audax Italiano       | Solange Frost       | 1.° - 17.° |
| Audax Italiano       | Raúl Aburto         | 18.° -     |
| Deportes Iquique     | Claudio Quintiliani | 1.° - 26.° |
| Deportes Iquique     | Manuel Villalobos   | 27.° -     |